# ジョン・シーウェル (マイアミ市長)
ジョン・シーウェル（John Sewell, 1867年7月20日 - 1938年12月1日）は、第3代マイアミ市長。

## 経歴
ジョージア州エルバート郡で生まれ、19歳のときに両親と共にフロリダ州に引っ越した。フロリダ東海岸鉄道でジャクソンビルからマイアミの路線建設の監督、管理人を務め、後にホテルの建設部門に参加した。Royal Poinciana HotelとPalm BeachのBreakers Hotelの建設に携わった後、1896年、Royal Palm Hotelで働くため、マイアミに引っ越した。1899年に兄と共同経営の商館に集中するため、フロリダ東海岸鉄道を離れた。1903年から1907年までマイアミ市長を務めた。
地方政治に関わった後、1912年に自宅の建設を開始した。市内の最高地点に建てられたその家はHalissee Hallと名付けられた。“Halissee”はセミノール語で“New Moon.”を意味する。
John Sewell's Memoirs and History of Miami, Floridaと題した自費出版自伝を書いた。それには1933年の大統領フランクリン・ルーズベルト暗殺未遂事件のを目撃談を含んでいた。この本は初期のマイアミに関する貴重な情報源である。
Miami City Cemeteryに埋葬された。